# 사계 (차이콥스키)
《사계》, Op. 37a(Op. 37b로도 표시됨, 러시아어: Времена года, 프랑스 제목 Les Saisons)로 출판된 러시아 작곡가 표트르 차이콥스키 피아노 독주를 위한 12개의 짧은 캐릭터 피스다. 각 작품은 러시아의 다른 달의 특징이다.
차이코프스키의 피아노 협주곡 1번 이 초연된 직후 시작되어 첫 발레 〈백조의 호수〉 완성하는 동안 계속되었다.
1875년, 상트페테르부르크 음악 잡지 누벨리스트(Nouvellist) 의 편집자는 차이코프스키에게 12개의 짧은 피아노 작품(연중 한 달에 하나씩)을 쓰도록 의뢰했다. 잡지의 1875년 12월 판에서 독자들은 1876년 내내 매달 새로운 차이코프스키 작품을 약속받았다. 1월과 2월 작품은 1875년 말에 작성되어 12월에 베르나르에게 보내져 적절한지 여부에 대한 피드백을 요청했다. 그렇지 않은 경우 차이코프스키는 2월을 다시 쓰고 나머지는 베르나르가 추구한 스타일로 유지되도록 했다. 3월, 4월, 5월은 별도로 작곡된 것으로 보인다. 그러나 나머지 7곡은 모두 같은 시기에 작곡되었고 같은 카피북에 기록되었으며 증거에 따르면 이 작품은 4월 22일에서 5월 27일 사이에 작성되었다. 백조의 호수 의 오케스트레이션은 4월 22일까지 완료되었으며 작곡가는 다른 음악에 자유롭게 집중할 수 있다. 그리고 5월말에 해외로 떠났다.
1886년 출판사 P. Jurgenson 은 곡에 대한 권리를 취득했으며 이 작품은 여러 번 재인쇄되었다.

## 악장 구성
표제가 있는 12편은 다음과 같다.
1. 1월 화롯가에서
2. 2월 카니발
3. 3월 종달새의 노래
4. 4월 눈송이
5. 5월 백야
6. 6월 뱃노래
7. 7월 추수하는 사람의 노래
8. 8월 수확
9. 9월 사냥
10. 10월 가을의 노래
11. 11월 트로이카
12. 12월 크리스마스